# Artighet
Artighet, ibland hövlighet, kan lämpligast beskrivas som praktiskt tillämpad etikett i syfte att underlätta umgänget med andra människor. I grunden handlar artighet om att visa andra människor respekt på ett sätt så att de känner sig respekterade.
Vad som är artigt är starkt färgat av kulturen; det som uppfattas som artigt i en kultur kan betraktas som oartigt eller bisarrt i en annan kultur.